# 扎希德涅 (舊別利斯克區)
49°17′59″N 39°16′31″E / 49.29972°N 39.27528°E
扎希德內（烏克蘭語：Західне）是位於烏克蘭東部的村莊，由盧甘斯克州舊比利斯克區的奇米里夫卡市鎮負責管轄。該村始建於1958年，面積0.51平方公里，海拔高度191米，2001年人口100，人口密度每平方公里195.7人。